# Blanca Magrassi Scagno
Blanca Margarita Magrassi Scagno (29 de noviembre de 1923 — 9 de octubre de 2015) fue una política y activista social mexicana que luchó en pro de la democracia y los derechos de las mujeres. Magrassi Scagno, esposa y compañera política de Luis H. Álvarez, exdirigente del Partido Acción Nacional, fue miembro del Comité Ejecutivo Nacional del PAN de 1988 a 1990. y era considerada una autoridad moral dentro de su partido y en el medio político mexicano.

## Biografía
Blanca Magrassi Scagno nació en Tampico, Tamaulipas, el 29 de noviembre de 1923. Terminó la escuela secundaria y preparatoria en St. Teresa's Academy en San Antonio, Texas. Se graduó de licenciatura en 1944 en la Universidad del Verbo Encarnado en Texas. Más tarde completó su maestría en psicología educativa en la Universidad Estatal de Nuevo México en 1967. Participó en diferentes proyectos de investigación que fueron publicados en la Revista Mexicana de Psicología y en la revista del Consejo Nacional de Ciencia y Tecnología, entre otros. Más adelante se casó con Luis H. Álvarez y tuvieron dos hijos, Blanca Estela y Luis Jorge.
Se afilió al Partido Acción Nacional, junto a su esposo, en 1956 y desde ese momento participó activamente ocupando algunos puestos partidarios y siendo candidata a cargos de elección popular en varias ocasiones.
Fue candidata a la alcaldía del municipio de Chihuahua en 1968, siendo vencida por el candidato del Partido Revolucionario Institucional, Ramón Reyes García. Luego de que su esposo resultara electo presidente municipal de Chihuahua, se hizo cargo de la dirección del DIF de la localidad en el período 1983-1986.
Magrassi fue nombrada coordinadora nacional de Promoción Política de la Mujer en 1987, cargo en el que permaneció hasta 1993. Fue candidata del PAN a Senadora por Chihuahua en 1988, durante las elecciones de ese año, resultando perdedora frente a Saúl González Herrera, candidato del PRI. Fue declarada consejera vitalicia del Partido Acción Nacional en 2001.
Blanca Magrassi Scagno falleció el 9 de octubre de 2015, a la edad de 91 años.

## Reconocimientos
Magrassi recibió diversos reconocimientos, como el premio «La Mujer del Año» en 1996, otorgado por la Asociación de Mujeres Profesionales de Chihuahua; «Alumna Distinguida», de la Universidad del Verbo Encarnado de Texas; y el «Reconocimiento de Mujeres Talentosas de Chihuahua», otorgado por el programa Hablemos Claro en 1997.